# Bezirkskommandeur

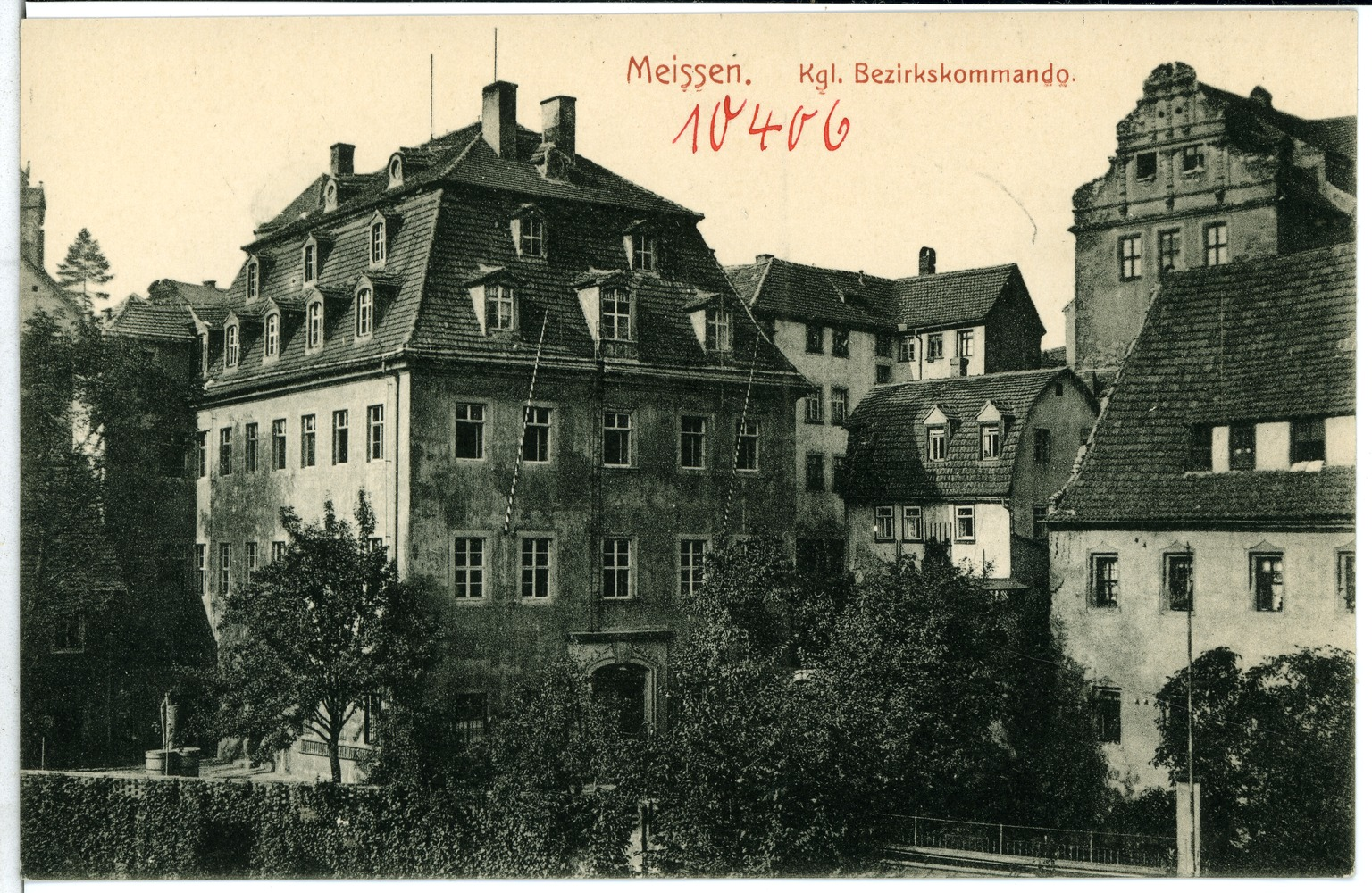
Königliches Bezirkskommando in Meißen, Rote Stufen Nr. 1

Der Bezirkskommandeur war im Deutschen Kaiserreich der einem Landwehrbezirk vorstehende Stabsoffizier.
In der Regel war der Bezirkskommandeur ein inaktiver Major oder Oberstleutnant, in den bevölkerungsreicheren Landwehrbezirken ein Oberst mit Regimentskommandierung. An der Spitze der Landwehrbezirke Berlin standen aktive Obersten. 
Den Bezirkskommandeuren standen Bezirksadjutanten und Bezirksoffiziere zur Seite, in größeren Bezirken auch noch ältere Stabsoffiziere. Die vom Bezirkskommandeur vertretene Behörde hieß Bezirkskommando. Der Bezirkskommandeur leitete in dem ihm unterstellten Landwehrbezirk das Ersatzgeschäft, die Kontrolle der Offiziere und Mannschaften des Beurlaubtenstandes, ihre Einberufung und Gestellung bei der Mobilmachung und bei Übungen sowie die Aufbewahrung der Bekleidungs- und Ausrüstungsstücke der im Bezirk aufzustellenden Landwehr- und Reserve-Bataillone.
Die Bezirkskommandeure unterstanden den Brigadekommandeuren der Linie.